# Irmarfer
A Irmarfer S.A. é uma empresa de referência na montagem de estruturas metálicas, fundada em 1981, em Freamunde, por José Ferreira Nunes e transitada em 1998 para os filhos que fundaram a Irmarfer como é atualmente. Reconhecida como uma das maiores empresas no setor de estruturas metálicas a nível mundial, a Irmarfer alcança um rendimento anual aproximado de 20 milhões de euros, fruto da sua capacidade técnica e da execução de projetos de grande envergadura espalhados pelos quatro cantos do mundo.
Entre os seus feitos mais emblemáticos destacam-se a participação nos Jogos Olímpicos de 2016, no Rio de Janeiro, e no Grande Prémio do Brasil de Fórmula 1, demonstrando a sua especialização em projetos de elevada complexidade técnica e impacto global.

## Historia
José Ferreira Nunes, um antigo torneiro mecânico que fundou a atual Irmarfer em 1981, que teve as suas origens como um pequeno negócio familiar. Contudo, ao longo das décadas, afirmou-se como uma das principais referências regionais no setor de estruturas metálicas. Em 1998, dezassete anos após a sua criação, a gestão da empresa foi confiada aos cinco filhos do fundador – Leonardo, António, Eduardo, Júlio e Adão –, que assumiram o compromisso de honrar o legado do pai e impulsionar a empresa para novos horizontes. Atualmente, a Irmarfer destaca-se como líder nacional e uma das mais relevantes entidades no panorama global.
Com uma força de trabalho composta por 240 colaboradores, a Irmarfer tem vindo a adotar uma política de investimento contínuo para suportar o seu crescimento. Em novembro de 2013, a empresa investiu 8 milhões de euros na construção de novas instalações em Freamunde, com 15 mil metros quadrados de área coberta. Paralelamente, manteve em operação a sua fábrica original, situada em Figueiró, com seis mil metros quadrados..

## Uma Gestão Familiar com Princípios Estruturantes
Apesar da sua expansão internacional, a Irmarfer mantém-se fiel ao modelo de gestão familiar implementado pelo fundador, José Ferreira Nunes, e aos princípios por ele definidos. Entre as diretrizes estabelecidas, destaca-se a proibição de contratação de mulheres e filhos dos administradores, garantindo assim a separação entre a esfera profissional e familiar. Adicionalmente, a presidência da empresa segue um sistema rotativo, alternando de dois em dois anos entre os irmãos, cada um com a responsabilidade de gerir um departamento específico.
Outro princípio fundamental inscrito nos estatutos da empresa estipula que a Irmarfer deverá ser alienada antes de o irmão mais novo atingir os 50 anos de idade. Esta decisão, tomada pelo fundador, reflete a sua visão estratégica de longo prazo, com o objetivo de assegurar que a gestão da empresa não seja comprometida pelas limitações naturais decorrentes do envelhecimento.

## Grupo Irmarfer
O Grupo Irmarfer foi fundado em 1998 pelos irmãos Leonardo, António, Eduardo, Júlio e Adão, com o objetivo de expandir a sua atividade empresarial a nível global. Atualmente, o grupo possui sedes em 11 locais estrategicamente distribuídos pelo mundo, mantendo a sua principal base de operações em Freamunde, Portugal.
Além da sede portuguesa, a Irmarfer conta com filiais em países como França (IrmarFrance), Alemanha (Irmarfer EU), Reino Unido (Fews Marquees), Suíça (Irmarfer CH), Angola (Grupo Arena), Moçambique (Multipla Eventos), Brasil (Irmarfer Brasil), Estados Unidos (Irmarfer US) e Austrália (Stagekings), reforçando a sua presença em mercados internacionais de elevado impacto. 

## Maior tenda do Mundo
O Comité Organizador dos Jogos Olímpicos de 2016 desafiou empresas de todo o mundo a apresentar soluções para a construção de uma tenda com 75 metros de largura, capaz de confecionar e servir refeições simultaneamente a 7.500 atletas. Após um processo de seleção que envolveu mais de 200 concorrentes, restaram apenas três finalistas: uma empresa francesa, uma do Dubai e a portuguesa Irmarfer. Enquanto os outros concorrentes consideraram o projeto tecnicamente inviável, a Irmarfer aceitou o desafio.
A principal dificuldade do projeto residia na construção de uma estrutura com 75 metros de largura sem o uso de pilares de sustentação. No entanto, a empresa aplicou uma tecnologia previamente utilizada num projeto para a Airbus e conseguiu superar este obstáculo, concretizando o objetivo que ninguém tinha alcançado até então.

### Um Projeto de Engenharia Pioneiro
Para a execução deste projeto inovador, a Irmarfer dedicou durante um ano uma equipa composta por dois arquitetos, um engenheiro e um dos seus administradores. Todos os estudos e cálculos foram realizados internamente pela empresa, recorrendo-se ao estrangeiro apenas para a produção da viga principal, devido à ausência, em Portugal, de maquinaria capaz de fabricar um componente desta dimensão.
Nas instalações de Freamunde, a empresa montou um dos 80 arcos que compõem a tenda monumental, considerada a maior tenda temporária do mundo. Esta estrutura inclui estrados, fachada de vidro, iluminação, 80 telas de PVC (com cinco metros de largura e 800 quilos de peso cada) e 20 geradores para alimentar os equipamentos de ar condicionado. Durante os testes, a tenda demonstrou ser capaz de resistir a ventos de até 170 quilómetros por hora e de suportar cargas de até cinco toneladas.

### Um Projeto Logístico de Grande Escala
O projeto mobilizou 80 trabalhadores nas instalações da Irmarfer, dedicados exclusivamente à construção das estruturas para os Jogos Olímpicos. Em fevereiro do ano seguinte, uma equipa de 60 profissionais será enviada ao Rio de Janeiro para, até junho, realizar a montagem da tenda principal, bem como de mais 230 palcos, estrados e tendas de menor dimensão.
A logística necessária para a operação é de grande escala, envolvendo 400 contentores de 40 pés para o transporte de aproximadamente 10 mil toneladas de equipamento para o Brasil. Após o término dos Jogos Olímpicos, a empresa pretende vender todas as estruturas, de forma a maximizar o retorno do investimento.

## Referencias
1. ↑  Moreira, Roberto Bessa (5 de novembro de 2015). «Empresa de Paços de Ferreira constrói maior tenda do mundo». Verdadeiro Olhar. Consultado em 23 de novembro de 2024
2. ↑  «Irmarfer monta a maior tenda mundial das Olímpiadas do Rio». www.jornaldenegocios.pt. Consultado em 23 de novembro de 2024